# Aina Mannerheim
Aina Johanna Mannerheim, född Ehrnrooth 17 juli 1869 i Nastola socken i Finland, död 5 januari 1964, var en finlandssvensk grevinna och sångerska (mezzosopran).
Aina Mannerheim utbildade sig 1893–1896 hos Saint-Yves Bax och Mathilde Marchesi i Paris, gav konserter på flera scener och gifte sig 1896 med bankdirektören Carl Mannerheim. Hon återupptog 1899 sin konsertverksamhet och tjänade därmed in en ansenlig summa åt folkbildningsarbetet i hemlandet; bland annat företog hon 1903 en konsertresa till Sverige, Norge och Danmark. Sedan hennes make samma år utvisats från Finland av Nikolaj Bobrikov, och fått anställning i Stockholm, bosatte också hon sig där.